# Chiesa di San Giuseppe (Bagno di Gavorrano)
La chiesa di San Giuseppe lavoratore è un edificio sacro situato nel centro di Bagno di Gavorrano, in provincia di Grosseto.

## Storia
L'istituzione di una parrocchia autonoma per il paese di Bagno di Gavorrano, che aveva visto aumentare sensibilmente i propri abitanti negli anni successivi alla seconda guerra mondiale, fu voluta dal vescovo Paolo Galeazzi, il quale la costituì il 1º gennaio 1956 dedicandola a san Giuseppe lavoratore, o artigiano, data la natura operaia, nel settore minerario, del paese e dei suoi abitanti.
Il progetto dell'edificio fu affidato all'ingegnere Ernesto Ganelli, che in quegli anni lavorava per conto della Diocesi di Grosseto arrivando a progettare la quasi totalità delle nuove chiese parrocchiali volute dal vescovo Galeazzi. La chiesa fu consacrata il 31 marzo 1957 e il primo parroco della nuova parrocchia fu don Pierino Gelmini.
La parrocchia è stata civilmente riconosciuta il 18 febbraio 1960 e conta circa 4 000 abitanti.

## Descrizione

### Interno
La chiesa conserva al suo interno pregevoli opere pittoriche.
Sul lato destro risaltano due dipinti risalenti al XVIII secolo di recente restauro ed entrambi di provenienza ignota: l'Assunzione della Madonna, che richiama lo stile veneto, e la Traslazione dell'immagine del Buon Consiglio, che presenta un'iconografia di particolare interesse.